# طلاء

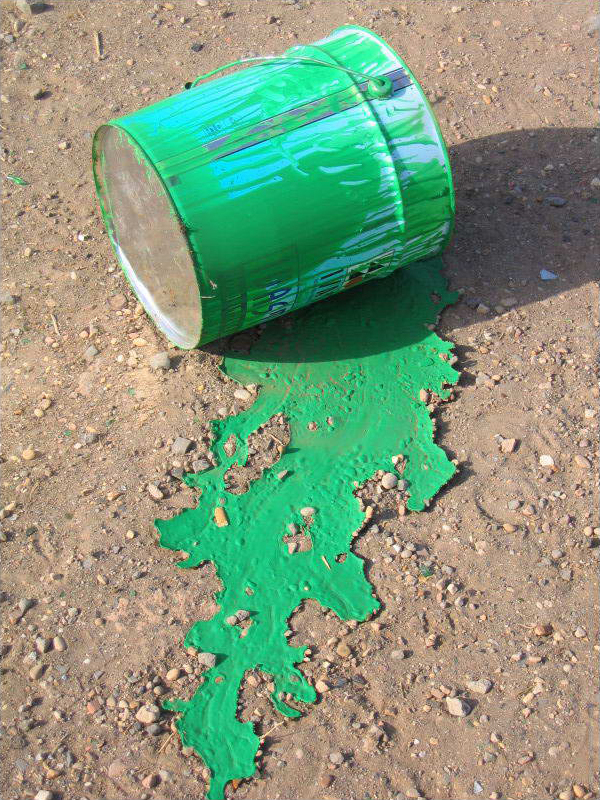
طلاء أخضر جاف

الطلاء أو الدهان أو الصبغة هو أي مركب سائل أو يمكن تمييعه أو مركب صمغي يمكن أن يغطي سطح المادة بطبقة رقيقة بعد أن يتصلب. ويُعرف على أنّه مزيج لمواد غير قابلة للذوبان معلقة في وسط زيتي سائل، أو معلقة في مستحلبٍ مائي، ويتألف الوسط السائل من مجموعة مواد عضوية أو لاعضوية، ويعطي بتعرضه للهواء عبر تفاعلات بلمرة أو أكسدة أو جفاف طبقةً متماسكةً (تسمى الطلية، ذات قوة التصاق بالسطح المطلي.
والطلاء ذو تاريخ قديم جداً فقد استخدم إنسان ما قبل التاريخ خليطا من المعادن كخضب مع دهون الحيوانات كمواد رابطة ليرسم ويزين كهفه برسوم الحيوانات والبشر، فكانت هذه البدايات البسيطة بداية قصة الإنسان مع الطلاء.

## المصطلحات
هناك خلط بين مفهومي الطلاء وتكسية السطح. ويستخدم مصطلح الطلاء (paint) عموما عندما تكون الغاية منه جمالية وتزيينية في حين يستخدم مصطلح التكسية (coating) عندما يستخدم في أغراض محددة أخرى، وإن كانت الأحبار المستخدمة في الطباعة تعتبر كعملية تكسية مع أنها ذات أهداف تجميلية وتوضيحية أيضا.
الطلاء هي مادة تكسية للسطح ويطلى بها السطح وهو في حالة مستعلق سائل بإحدى الطرق المناسبة مثل الفرشاة، أو الفرشاة الاسطوانية، أو البخ أو الترسب الكهربي. ثم يجف الطلاء، أو بقول أصح تتحول طبقة الطلاء من السائل إلى الصلب، وهذه الطبقة تغطي السطح تماما، وتكون عموما بسماكة بضعة عشرات من الميكرومتر. وتطلى السطوح لهدفين: الحماية والتزيين.
يستخدم الطلاء لحماية السطوح بطرق مختلفة. وتقدم تكسية السطح حماية من الاهتراء الميكانيكي بتحسين مقاومة الصدم والحت.

## التاريخ
اكتشف الصينيون منذ حوالي 2000 عام قبل الميلاد الدهانات الشفافة (اللكر)باستخدام صمغ حليبي (سائل من أوعية النباتات) من شجر اللكر كمادة ترابط، كما عرفت الدهانات منذ حوالي 1500 سنة قبل الميلاد عندما طور المصريون القدماء علم التلوين إذ كانت تتركب حينئذٍ من دهون حيوانات، مواد معدنية ملونة وكربون أسود، ومنذ حوالي 1000 سنة قبل الميلاد اكتشف المصريون الورنيش من الراتنجات الطبيعية وشمع النحل، وفي القرن السادس عشر انتقلت صناعة الدهانات من الصين إلى أوروبا وتطورت فيما بعد باستخدام الزيوت النباتية وراتنجات الأشجار كمواد ترابط وبقيت المنتجات النباتية أكثر المواد استخداماً كمواد خام لهذه الصناعة ومع بداية القرن التاسع عشر تطورت صناعة الدهانات بشكل واسع وسريع نظراً لاستخدام الكثير من المركبات البتروكيميائية الوسيطة والنهائية كمواد ترابط تصل نسبتها إلى 80% مثل نترات السيللوز، الراتنجات الفينولية الصنعية وراتنجات الألكيد و غيرها.

## الأساسيات
تتكون من بودرة (pigment) تكون عالقة داخل مادة سائلة تسمى وسيط (vehicle) و عندما يدهن بها السطح يتحول هذا الدهان إلى طبقة رقيقة جداً صلبة بمساعدة إحدى الطرق الآتية:
1- الأكسـيد: تعمل طبقة صلبة من الدهان باتحادها بأكسجين الجو.
2- التبخــر: تعمل طبقة من الثيرموبلاستيك.
3- التسخين: تعمل طبقة من التيرموستينج.
4- التغيرات الكيميائية: تعمل تلاحم بين المواد وبعضها و تكون بذلك طبقة رقيقة سطحية صلبة.

## المكونات
يتكون أي دهان من عدة مكونات أساسية هي:
1- المادة الرابطة (binders):
و هي السائل الرئيسي الذي يكون مسؤولاًعن حمل جميع مكونات الدهان الأخرى، والمادة الرابطة هي التي تحدد نوع الدهان سواءً كان دهان مائي أو زيتي أو سيليلوزي أو كحولي، وتتوقف قيمة الدهان على قيمة المادة الرابطة، كذلك تتوقف جودته على جودة المادة وقدرتها على حل المكونات المختلفة.
2- القواعد الأساسية:
و المقصود بها هي البودرة المكونة للدهان والتي تكون مع المادة الحاملة القوام الأساسي للدهان.
3- الأكاسيد الملونة:
و هي التي تعطي للدهان اللون المطلوب وقد تكون هذه الأكاسيد لوناً واحداً أو لونين أو أكثر بشرط التجانس وعدم حدوث تفاعلات كيميائية تؤثر على الدهان.
4- الإضافات المساعدة:
هي المحسنات والمثبتات و المجففات وهي في الحقيقة ذات أهمية قصوى في صناعة البويات ومن أنواعها:
• مواد لمنع الترسيب.
• مواد لمنع تكون القشرة.
• مواد مجففة.
• مواد لزيادة السيولة والتشغيلية (مواد مخففة).
• مواد لإكساب اللمعان.
• مواد لطفي اللمعان.
• مواد لزيادة المرونة.
• مواد مثبتة للدهانات.
• مواد زادة الصلابة.
• مواد زيادة مقاومة المياه.
• مواد زيادة مقاومة الحرارة.
• مواد مقاومة البكتريا والطفيليات.
• مواد زيادة مقاومة صدأ عبوات الصفيح.

## المعادن
بالنسبة للمعادن, تعني كسوة المعادن أو طلاء المعادن اتحاد عنصرين من معدنيين مختلفين. وهو يختلف عن اللحام أو الالتصاق كوسيلة لربط المعادن معا. وغالبا ما يتم عمل كسوة المعادن عن طريق البثق، حيث يتم مرور معدنيين من خلال ألواح دوارة حيث يتم الضغط على المعدنيين تحت ضغط عالي.
ومصنع صناعة العملات المعدنية بالولايات المتحدة يستخدم الكسوة (الطلاء) لصناعة العملات من معادن مختلفة. وهذا يتيح استخدام معادن رخيصة.

## الألياف البصرية
فيما يتعلق بالألياف البصرية في الإتصالات السلكية واللاسلكية، الكسوة هنا هي عبارة عن طبقة واحدة أو أكثر من المواد التي تتميز بانخفاض مُعامل الانكسار، والمتصلة مع المواد الأساسية التي تتميز بعلو مُعامل الانكسار لها. والكسوة تجعل الضوء في داخل الألياف ينعكس انعكاسا كلياً إلى داخل الألياف. وفي الألياف الضوئية النموذجية، تعمل الكسوة على منع انتشار الضوء إلى خارجها. بعض الألياف يمكن أن تدعم وضع الكسوة للتي في ضوء النشر في الكسوة، وكذلك الأساسية.

## تشييد المباني
في مجال تشيد المباني، الكسوة هنا تشير الى خلط مادة مع مادة أخرى لإنتاج طبقة أخرى لتخدم أغراض أخرى مثل منع تسرب الرطوبة أو لاستخدمها في أغراض جمالية.
الكسوة ليس بالضرورة لتوفير المياه شرط إثبات ولكن بدلا من عنصر التحكم. هذا العنصر قد لا تخدم سوى السيطرة على المياه أو الرياح بأمان المباشرة من أجل السيطرة على جريان المياه ومنع التسلل إلى هيكل المبنى. الكسوة المطبقة على النوافذ وغالبا ما يشار إلى نافذة متوجا ‏ وحقل متخصصة للغاية.

## وقود للمفاعلات النووية
في المفاعل النووي، الكسوة هنا هي الطبقة الخارجية من قضبان الوقود، موضوعة بين المبرد وقود نووي. وأنها مصنوعة من مادة مقاومة للتآكل وتتميز بانخفاض معدل امتصاص النيوترونات الحرارية ومادة ال zicaloy أو المعادن الحديثة التي تستخدم في الإنشاءات أو اكسيد المغنسيوم مع القليل من الالومنيوم والمعادن الأخرى لمفاعلات ال magnox التي أصبحت قديمة. الكسوة يمنع شظايا الانشطار المشعة من الهرب إلى وقود سائل التبريد وتلويثها.

## البحرية
انظر إلى سفينة ironclad وسفينة Tinclad الحربية